# Проводы белых ночей (фильм)
«Проводы белых ночей» — советская телевизионная мелодрама по мотивам одноимённой пьесы Веры Пановой.
Режиссёрский дебют актёра Юлиана Панича, вскоре покинувшего СССР (в 1972 году).

## История создания
Фильм был снят летом 1969 года — об этом свидетельствует сцена, в которой главные герои встречают на Московском вокзале участников VI Московского международного кинофестиваля. В кадре виден приветственный транспарант и звучат слова диктора по трансляции вокзала. Фестиваль открылся 7 июля 1969 года. Один день (12 июля) гости фестиваля провели в Ленинграде.
Некоторые источники ошибочно указывают год создания фильма как 1966 год. Премьера фильма состоялась 24 июня 1970 года.
В фильме звучит песня в исполнении Ю. Каморного «Ах, как они любили» (музыка В. Лебедева, слова Р. Рождественского).
Юлиан Панич о фильме (из интервью Радио «Свобода» 6 мая 2007 года):
«И я уговорил начальство на экранизацию пьесы Веры Фёдоровны Пановой „Проводы белых ночей“, пьесы, которую я когда-то играл в Театре Ленинского комсомола, пьесы, во время репетиций которой я познакомился и подружился с Верой Фёдоровной Пановой, и она дала право на исполнение её пьесы в киноварианте — фильм „Проводы белых ночей“, где снимались легендарные ныне Юрий Каморный и Галина Никулина. Фильм снова получил хорошую прессу, в результате всех вырезов, изменений, перемонтажа, выкидывания массы кусков фильма, ругани в обкоме партии. Всего того, что прошли все люди моего поколения, которые, так или иначе, делали не очень, я бы сказал, твердолобые фильмы».

## Сюжет
В Ленинграде, на проводах белых ночей, юная и по-детски наивная Нина знакомится с молодым журналистом Валерием. Девушка влюбляется в своего нового друга той искренней первой любовью, которая бывает только в 19 лет, даже не подозревая, что для такого амбициозного эстета, как Валерий, это всего лишь очередной эпизод в нескончаемом празднике жизни. Лейтмотивом фильма, ставшего культовым для нескольких поколений ленинградцев, стали естественные декорации прекрасного города на Неве конца 1960-х годов.

## В главных ролях
- Галина Никулина
- Юрий Каморный

## В ролях
- Н. Петракова
- Геннадий Богачёв
- В. Кочетов
- Лариса Малеванная
- Тамара Уржумова
- Виолетта Жухимович
- Валерий Караваев
- Ефим Каменецкий
- Л. Иванищенко
- Василий Минин
- Владимир Заманский
- Л. Чернозерная

## Память
2 сентября 2018 года во дворе дома Сергея Довлатова (г. Санкт-Петербург, ул. Рубинштейна, 23) состоялась однодневная уличная выставка «Проводы белых ночей», посвящённая 77-летию со дня рождения писателя, и, наступающей, полувековой годовщине с момента съёмок фильма. Коллективная экспозиция сопровождалась показом кинокартины под открытым небом.
Художники-участники: Надя Албул, Сергей Андреев, Петр Белый, Лиза Бенк, Алина Васильева, Николай Васильев, Михаил Гавричков, Михаил Гавричков-мл., Ирина Дудина, Лука Емельянов, Анна Заворина (Нидерланды), Анастасия Завьялова, Андрей Кагадеев, Николай Копейкин, Евгений Красовский, Филипп Красовский, Елена Кузина, Алексей Кульбин-Ковенчук, Екатерина Куренкова, Павлик Лемтыбож, Михаил Лоов (Израиль), Андрей Люблинский, Лара Марелли (Италия), Владимир Медведев, Кирилл Миллер, Фридрих Михельсон, Борис Нусенбаум (Канада), Илья Овсянников, Сима Островский (Израиль), Валерий Петров, Давид Плаксин, Евгений Позняков, Михаил Рубцов, Владимир Сперанский, Вася Хорст, Кирилл Шаманов, Юрий Штапаков, Нил Эксолор, Алиса Юфа, Фёдор Яичный.